# Parvicarinina
Parvicarinina es un género de foraminífero bentónico considerado un sinónimo posterior de Laticarinina de la subfamilia Discorbinellinae, de la familia Discorbinellidae, de la superfamilia Discorbinelloidea, del suborden Rotaliina y del orden Rotaliida. Su especie tipo era Truncatulina tenuimargo var. altocamerata. Su rango cronoestratigráfico abarca desde el Paleoceno hasta la Actualidad.

## Clasificación
Parvicarinina incluía a las siguientes especies:
- Parvicarinina altocamerata, aceptado como Laticarinina altocamerata
- Parvicarinina deflata, aceptado como Discorbinella deflata
- Parvicarinina nitida, aceptado como Laticarinina nitida
- Parvicarinina tenuimargo, aceptado como Cibicides tenuimargo